# René Dreyfus

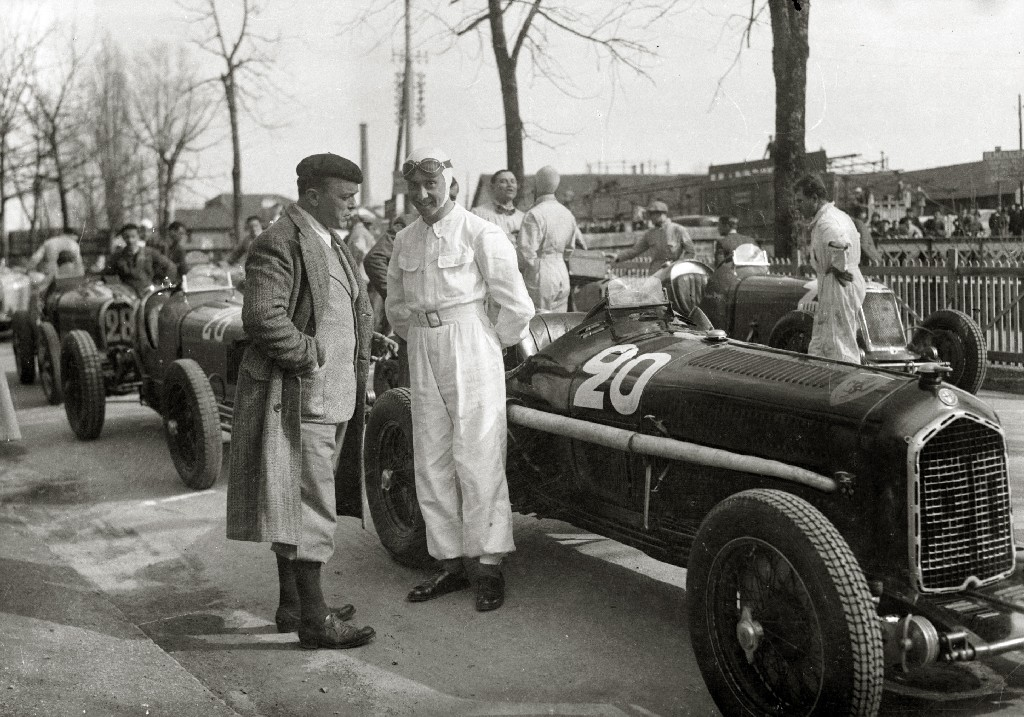
René Dreyfus vestito di bianco con alle spalle una'Alfa Romeo Tipo B al Gran Premio di Pau il 24 February 1935

René Albert Dreyfus (Nizza, 6 maggio 1905 – New York, 16 agosto 1993) è stato un pilota automobilistico francese, principalmente attivo tra gli anni 20 e 30 nelle corse automobilistiche del Grand Prix; prese parte a tre edizione della 24 ore di Le Mans, nel 1937 arrivando terzo e nel 1938 e 1952, ritirandosi in entrambe le occasioni.

## Palmarès
- Gran Premio del Belgio: 1934
- Gran Premio di Cork: 1938[1]
- Grand Prix de Brignoles: 1931
- Grand Prix de Dieppe: 1929, 1935
- Circuit d'Esterel Plage: 1930
- Grand Prix de la Marne: 1930, 1935
- Gran Premio di Pau: 1938
- Gran Premio di Monaco: 1930